# 크시 중입자
크시 중입자는 위 쿼크 또는 아래 쿼크 하나와 무거운 쿼크 (기묘 쿼크, 맵시 쿼크, 바닥 쿼크, 꼭대기 쿼크) 둘로 이루어진 중입자다. 아래첨자가 없는 것은 무거운 쿼크가 둘 다 기묘 쿼크인 경우고, 만약 다른 쿼크인 경우 아래첨자로 표시한다. 기호는 그리스 대문자 크시(Ξ).
쿼크 모형에 따라 이론적으로 다음과 같은 종류가 있다.
- (일반) 크시 Ξ
- 맵시 크시 Ξc
- 바닥 크시 Ξb
- 꼭대기 크시 Ξt
- 겹맵시 크시 Ξcc
- 겹바닥 크시 Ξbb
- 겹꼭대기 크시 Ξtt
- 바닥 맵시 크시 Ξcb
- 꼭대기 맵시 크시 Ξct
- 꼭대기 바닥 크시 Ξbt

이 가운데 일반 크시, 맵시 크시, 바닥 크시, 겹맵시 크시만이 관찰되었다. 특히 겹맵시 크시의 경우 쿼크 모형에 따라 Ξcc⁺와 Ξcc⁺⁺ 두 종류가 있어야 하는데, 전자만 관측되고, 후자는 아직 발견되지 않았다.

## 같이 보기
- 델타 중입자
- 람다 중입자
- 입자 목록
- 핵자
- 오메가 중입자
- 시그마 중입자